# Ochthebius poweri
Ochthebius poweri är en skalbaggsart som beskrevs av Edward Caldwell Rye 1869. Ochthebius poweri ingår i släktet Ochthebius och familjen vattenbrynsbaggar. Inga underarter finns listade i Catalogue of Life.